# Gropen, Västmanland
Gropen är en sjö i Nora kommun i Västmanland och ingår i Norrströms huvudavrinningsområde.